# 七十 (元朝)
七十（?—?），元朝大臣，元顺帝时中书省平章政事。
至正年间，七十官至监察御史。至正十八年（1358年），七十上疏弹劾罢免右丞相太不花。至正二十年（1360年），升任为中书省参知政事。至正二十二年（1362年），升任中书左丞。至正二十六年（1366年），升任中书右丞。至正二十七年（1367年）二月，拜为中书省平章政事。